# Rue Beauregard (Liège)
Pour les articles homonymes, voir Rue Beauregard.
La rue Beauregard est une petite rue étroite et pittoresque du quartier d'Outremeuse à Liège. 

## Situation
Anciennement nommée måle vôye (« mauvaise voie ») ou måssî rouwale (« sale ruelle »), probablement pour sa réputation peu recommandable au XVIIIe siècle. Elle va de la rue Puits-en-Sock, sous une travée voutée (en wallon un arvå) entre les no 47 et 49, à la rue Fosse-aux-Raines.

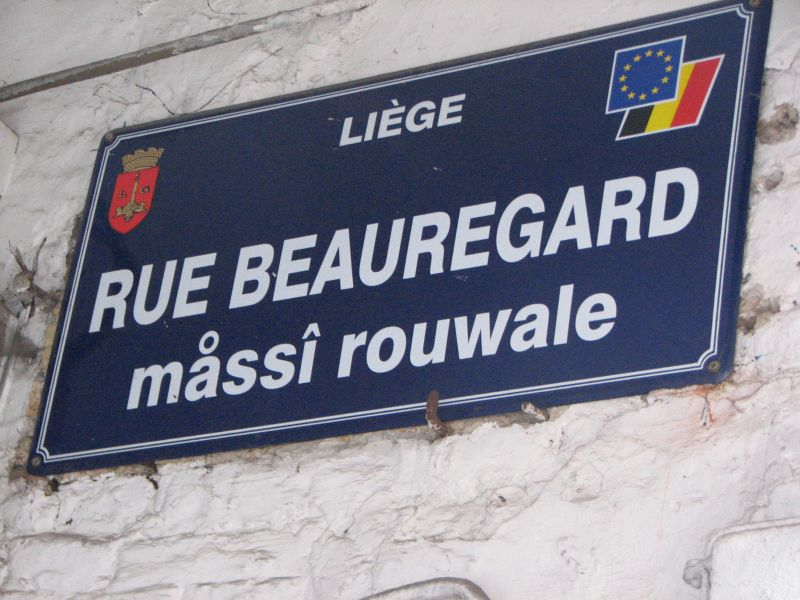

## Histoire
Située dans le Vinåve des Prés — un des trois anciens vinåves (« quartiers ») de la Cité de Liège — , c'était, dès le XIIIe siècle une impasse partant de la rue Pont Saint-Nicolas et se terminant sur le bief de la Rivelette (un des biefs de la Meuse et actuelle rue Jean d'Outremeuse).